# Red Ante Starčevića
Red Ante Starčevića je odlikovanje Republike Hrvatske koje zauzima dvanaesto mjesto u važnosnom slijedu hrvatskih odlikovanja. Red je ustanovljen Zakonom o odlikovanjima i priznanjima RH od 10. ožujka 1995. godine, a Zakon je stupio na snagu 1. travnja iste godine.
Red Ante Starčevića dodjeljuje se hrvatskim i stranim državljanima za doprinos održanju i razvitku hrvatske državotvorne ideje, uspostavom i izgradnjom suverene hrvatske države.

## Istaknuti nositelji
- Mate Boban (1940. – 1997.), predsjednik Herceg-Bosne[1]
- Dario Kordić (r. 1960.), potpredsjednik Herceg-Bosne[1]
- Gojko Šušak (1945. – 1998.), ministar obrane Republike Hrvatske[1]